# Бавленка (Ярославская область)
Бавле́нка — деревня в Шашковской сельской администрации Назаровского сельского поселения Рыбинского района Ярославской области, последняя деревня Рыбинского района вниз по левому берегу Волги .
Деревня расположена на правом берегу ручья Крутец, на удалении около 0.5 км от места её впадения в Волгу. Приволжская возвышенность, на которой расположена деревня, прорезается ручьём Крутец, текущим в глубоком овраге с обрывистыми склонами высотой 12 м. Северо-западнее деревни волжский берег прорезается ещё одним таким же глубоким оврагом, за которым расположена деревня Пеньково, стоящая в устье реки Жидогость. Таким образом, деревня расположена на возвышенности с трех сторон окруженной обрывистыми склонами. Только в северо-востоку от деревни, где нет оврагов, просёлочная дорога выходит к автомобильной дороге Шашково-Тутаев в деревне Мошково. Ещё одна дорога ведёт несколько западнее через Боково на Нескучное .
В устье ручья на 500 м южнее Бавленка, находятся археологические памятники: стоянка VI тысячелетия до н.э. .
Село Бавленское указано на плане Генерального межевания Романовского уезда 1790 года. После объединения уездов в 1822 году село относилось к Романово-Борисоглебскому уезду .
На 1 января 2007 года в деревне числилось 3 постоянных жителя . Почтовое отделение Шашково обслуживает в деревне Бавленка 6 домов .